# Daniel Lapaine
Daniel Lapaine, né le 15 juin 1971 à Sydney, est un acteur australien.
Il a joué notamment dans Mort sur le Nil, un épisode de la série Hercule Poirot tourné en 2004 dans lequel il interprétait le rôle de Tim Allerton.
Il a également tourné en 1994 dans le film Muriel réalisé par P.J. Hogan.
Il a joué le rôle d'Hector dans le téléfilm Hélène de Troie.

## Filmographie
- 1994 : Muriel : David Van Arckle
- 1998 : La Courtisane (Dangerous Beauty)
- 1998 : Secrets, mensonges et ... mariage : Ziggy
- 1999 : Double Jeu : Le jeune homme à la bibliothèque
- 1999 : Bangkok, aller simple : Nick Parks
- 2000 : Le Dixième Royaume : Le prince Wendell Neige
- 2002 : The Abduction Club : Garrett Byrne
- 2003 : Hélène de Troie (téléfilm) : Hector
- 2004 : Hercule Poirot (série télévisée, épisode Mort sur le Nil) : Tim Allerton
- 2008 : Last Chance for Love : Scott
- 2013 : Zero Dark Thirty : Tim
- 2013 : Dead in Tombstone : Le shérif Massey
- 2015 : Versailles (série télévisée) (série télévisée, saison 1, épisode 9) : Charles II d'Angleterre
- 2020 : Miss Fisher et le Tombeau des larmes de Tony Tilse : Lord « Lofty » Lofthouse

### Documentaire
- 2009 : Mission Apollo 11, les premiers pas sur la Lune : Neil Armstrong